# Кузьниця-Чешицька
Кузьниця-Чешицька (пол. Kuźnica Czeszycka, нім. Tschechenhammer) — село в Польщі, у гміні Крошниці Мілицького повіту Нижньосілезького воєводства.
Населення — 315 осіб (2011).
У 1975-1998 роках село належало до Вроцлавського воєводства.

## Демографія
Демографічна структура станом на 31 березня 2011 року:
|          | Загалом | Допрацездатний вік | Працездатний вік | Постпрацездатний вік |
| -------- | ------- | ------------------ | ---------------- | -------------------- |
| Чоловіки | 159     | 39                 | 108              | 12                   |
| Жінки    | 156     | 39                 | 95               | 22                   |
| Разом    | 315     | 78                 | 203              | 34                   |